# رود ساکنی
رود ساکنی (به گرجی: საკენი) یک رود در غری گرجستان است که در آبخاز واقع شده‌است. این کوه از کوه‌های قفقاز، در بخش شرقی آبخازیا علیا سرچشمه می‌گیرد و به سمت جنوب غربی به رود کودوری می‌ریزد. درازای رودخانه ۳۵ کیلومتر (۲۲ مایل)، حوضه زهکشی آن تقریباً ۲۳۳ کیلومتر مربع (۹۰ مایل مربع) و میانگین دبی ۲۰٫۶ متر مکعب در ثانیه (۷۳۰ فوت مکعب در ثانیه) است. این رودخانه عمدتاً از باران، برف و رواناب یخچال‌های طبیعی کوه‌های قفقاز و همچنین از منابع آب زیرزمینی تغذیه می‌شود.